# نوريس ويتني
نوريس ويتني هو سياسي كندي، ولد في 28 مارس 1908 في برنس ادوارد في كندا، وتوفي في 11 يناير 1980. حزبياً، نشط في حزب أونتاريو المحافظ التقدمي. وقد انتخب عضو برلمان مقاطعة أونتاريو.